# Rhoptropus
Rhoptropus es un género de gecos de la familia Gekkonidae. Son gecos  diurnos y terrestres endémicos en ciertas regiones áridas de África ( Namibia y Angola, en particular).

## Especies
Se reconocen las siguientes diez especies:
- Rhoptropus afer Peters, 1869
- Rhoptropus barnardi Hewitt, 1926
- Rhoptropus biporosus Fitzsimons, 1957
- Rhoptropus boultoni Schmidt, 1933
- Rhoptropus bradfieldi Hewitt, 1935
- Rhoptropus crypticus Lobón-Rovira, Heinicke, Bauer, Conradie & Pinto, 2025[4]
- Rhoptropus diporus Haacke, 1965
- Rhoptropus megocellus Lobón-Rovira, Heinicke, Bauer, Conradie & Pinto, 2025[4]
- Rhoptropus minimus Lobón-Rovira, Heinicke, Bauer, Conradie & Pinto, 2025[4]
- Rhoptropus taeniostictus Laurent, 1964